# João de Loureiro
João de Loureiro, S.J., FRSL (Lisboa, 1710 (segundo se julga)/1717 — Lisboa, 18 de Outubro de 1791) foi um jesuíta, missionário, paleontologista, médico e notável botânico.

## Biografia
Estudou no Colégio de Santo Antão e vestiu o Hábito de Jesuíta em 1732.
Tendo previamente vivido três anos em Goa, residiu durante quatro anos em Macau, donde foi enviado em missão especial à Cochinchina, em 1742. Como o país não era favorável à Evangelização, entrou como Matemático e Naturalista ao serviço do Rei da Cochinchina. A fim de conseguir licença para residir, fingiu-se Médico, e, assim, pôde exercer o Sacerdócio em casa dos Cristãos, a ocultas, visto estar proibida, nesse tempo, a Religião Católica, e não ser permitida a presença de Europeus.
Embrenhou-se no estudo da Botânica, sem livros, apenas com os elementos de informação dos indígenas, e, deste modo, tomou conhecimento das plantas medicinais e sua aplicação em doentes. O Rei autorizou-o a residir na Cochinchina, nomeou-o Director de Estudos Físicos e Matemáticos da Corte, mas proibiu-o de missionar, e só lhe concedeu tolerância na propagação do Evangelho fora de lugares públicos.
Depois de ter obtido dum Capitão de Navio, Thomas Riddel, a Genera plantarum e outras obras de Carolus Linnaeus, que muito o ajudaram, prosseguiu nos seus estudos durante 36 anos de permanência na Cochinchina, estando quatro anos novamente em Macau e três anos em Cantão.
Como a nenhum Europeu era autorizada a saída das povoações em que residissem, o Padre João de Loureiro conseguiu as plantas por intermédio de indígenas e colheu abundantes notícias sobre Botânica.
Na viagem de regresso a Portugal, demorou-se, ainda, três meses em Moçambique, entregue aos seus estudos e aproveitando o tempo para comparar as plantas que coligira.
Durante a sua estada na Cochinchina e em Moçambique, preparou a sua Flora Cochinchinense. O título completo desta obra célebre é: Flora / Cochinchinensis / Sistens/ Plantas in Regno Cochinchina Nascentes. / Quibus Accedunt Aliae / Observatae / in / Sinensi Imperio, / Africa Orientali / Indiaeque Locis Variis / Omnes Dispositae Secundum / Sistema Sexuale Linneanum / Labore, Ac Studio Johannes de Loureiro. // Regiae Scientiarum Academiae Ulyssiponensis Socii: Olim in Cochinchina Catholicae Fidei Praeconis: Ibique Rebus Mathematicis, Ac Physicis in Aula Praefecti. // Jussu Acad. R. Scient. in Lucem Edita. // Xylaloen, Myrrham, Piper ardens, Sacchara profert: Pluraque si Repetas, Officiosa Dabit. TOMUS I. // ULYSSIPONE / Typis et Expensis, Academicis / Anno M.D.CCXC. / Permissu Regii Concilii pro Examine, Censura Librorum. Esta publicação foi completada em 1788 e publicada pela Academia Real das Ciências de Lisboa em 1790, em dois Volumes, 4.°, de páginas 355, 744, com uma página de errata.
O aparecimento deste trabalho, contendo, como ele fez, descrições originais de não menos de 185 géneros novos e quase 1.300 espécies, das quais cerca de 630 foram descritas como novas, causou uma grande sensação nos círculos Botânicos Europeus, e, três anos depois, Carl Ludwig Willdenow fez sair uma segunda Edição dela em Berlim, com a junção dalgumas breves notas. Esta edição tem o título Flora Cochinchinensis... denuo in Germania edita cum notis Caroli Ludovici Willdenow, 1-XXIV, 1-882, 1793. Esta edição não é mais do que uma republicação do trabalho original com umas pequenas alterações e correcções sem importância na nomenclatura, com algumas notas em baixo dando certas reduções, e algumas alianças sugeridas. Alguns dos tipos mutilados para indicar certos valores fonéticos nos nomes locais e alguns dos sinais diacríticos especiais usados na primeira Edição foram eliminados. Como a primeira Edição, apareceu em dois Volumes com paginação contínua.
A principal publicação de João de Loureiro é este importante trabalho botânico, mas numerosas outras notícias foram preparadas por ele e publicadas principalmente depois da sua morte, ocorrida a 18 de Outubro de 1791.
João de Loureiro foi um homem de notáveis empreendimentos, como o demonstram não só os seus estudos publicados, mas também os diversos manuscritos inéditos deixados por ele à Academia Real das Ciências de Lisboa. Para se fazer ideia deles basta ler o que refere o estudo do Dr. Bernardino António Gomes, que constituíam doze grandes Volumes oitavo, escritos em papel da China, caracteres chineses, que se supunha constituírem uma História de Annam, dois Volumes de desenhos representando minerais, plantas e animais, dois grandes Volumes contendo 397 desenhos coloridos de plantas com os seus nomes regionais e científicos, uma flora iconográfica da Cochinchina escrita em língua anamita, e um dicionário Anamita-Português.
Interessou-se muito pelo estudo da matéria médica dos nativos, e foi isso que o encaminhou para a Botânica. Na Flora Cochinchinensis há plantas de diversas regiões além da Cochinchina, se bem que as desta sejam em maior percentagem: da Cochinchina, cerca de 697 espécies, da China, umas 254, da Cochinchina e da China juntas, cerca de 292, da África Tropical, 29, de Moçambique, 9, de Zanzibar, 8, da Índia, 5, da Península de Malaca, 2, das Filipinas, de Madagáscar e de Samatra, 1 de cada.
Os fragmentos do Herbário de Loureiro estão na Academia das Ciências de Lisboa e no Museu de Paris.
A 14 de Abril de 1781, a Academia Real das Ciências de Lisboa elegeu seu Sócio o Padre João de Loureiro, que só chegou a Lisboa em Janeiro de 1782, e logo correspondeu à distinção com o oferecimento da sua obra. A memória deste notável Missionário e homem de Ciência, superior a todas as questões políticas e religiosas do seu tempo, foi homenageada pelo Dr. Bernardino António Gomes, no Elogio Histórico que proferiu em sessão solene da Academia Real das Ciências de Lisboa a 30 de Abril de 1865. A Sociedade Real de Londres, da qual também era Sócio, aproveitou os trabalhos do notável Botânico Português, e alguns deles foram insertos nas Memórias da referida Instituição.
A Academia das Ciências de Lisboa guarda alguns trabalhos do Padre João de Loureiro, escritos em língua chinesa, que ele conhecia profundamente, e inseriu nas suas Memórias os seguintes trabalhos: 
- Memória sobre a transplantação das árvores mais úteis de países remotos, in Memórias Económicas da Academia, Volume 1[3]
- Memória sobre o algodão, sua cultura e fabrico, in Memórias Económicas da Academia, Volume 1[3]
- Da incerteza que há acerca da goma mina; dá-se notícia de um arbusto, que tem as mesmas qualidades e virtudes, in História e Memórias da Academia, Tomo I[3]
- Memória sobre uma espécie de petrificação animal, in História e Memórias da Academia, Tomo II[3]
- Exame físico e histórico: «Se há ou tem havido no Mundo várias espécies de homens», in História e Memórias da Academia, Tomo II[3]
- Descrição botânica das cubelas medicinais, in História e Memórias da Academia, Tomo II[3]
- Consideração física e botânica da planta Aerides, que nasce e se alimenta do ar, in História e Memórias da Academia, Tomo II[3]

Foram-lhe dedicada numerosas espécies de plantas e também o dinossauro Draconyx loureiroi, pois Loureiro escreveu o primeiro artigo de palentologia em Portugal, sobre o caso de uma "petrificação animal".